# Міст у Терабітію (роман)
«Міст у Терабітію» (англ. Bridge to Terabithia) — фентезійний роман американської письменниці Кетрін Патерсон (*1932), опублікований у 1977 році.
Історія-притча про дружбу двох дітей, написана на основі реальної трагедії, пережитої родиною Патерсон.

## Сюжет
Головні герої роману — Джесс і Леслі. Джесс — фермерський син, Леслі — донька столичних інтелектуалів, які переселилися до провінції. Діти стають друзями і вигадують свій власний світ, королівство Терабітію — втілення своїх заповітних мрій. Дружба стає для самотніх дітей оберегом, змінює їх та допомагає зрозуміти інших людей.

## Персонажі
- Джессі Ааронс-на початку роману він зазвичай наляканий, злий і пригнічений через сімейні проблеми. Він також закоханий у свою вчительку музики міс Едмундс, яка відіграє невід’ємну роль у останніх подіях історії. Після зустрічі, а потім остаточної втрати Леслі, він змінюється, стає мужнім і відпускає свій гнів і розчарування.
- Леслі Берк-розумна, талановита, творча, комунікабельна дівчина, саме вона створює уявне королівство Терабітія. Її таланти включають гімнастику, творче письмо, плавання та біг. Джессі високо цінує її, і вони вірні друзі. Вона новачок у його школі, її не сприймають інші учні. Вона помирає, коли впадає в струмок, який Джессі та Леслі використовували для переходу в Терабітію після того, як мотузка розривається, отримавши травму голови, яка тримає її без свідомості, поки вона не тоне.
- Мей Белль Ааронс-одна з молодших сестер Джессі. Її описують як єдину з його братів і сестер, з якою він почувається комфортно. Однак, оскільки їй шість років проти його 10, вона не підходить для нього як ідеальна довірена особа, залишаючи його все ще відчайдушно потребуючим спілкування. Вона з самого початку найближча до нього, і, як і він, відчуває, що їй не місце в сім'ї. Вона першою з його сестер дізнається про Терабітію, і після смерті Леслі стає королевою. [4] Її вітають у його світі, тому що вона єдина, хто може виявляти будь-яку емпатію до нього або приймати його в його сім’ї.
- Еллі та Бренда Ааронс-дві старші сестри Джессі. Вони ніколи не згадуються окремо в романі і рідко зображуються в позитивному світлі. Вони постійно просять послуг у своєї матері та керують своїми молодшими братами та сестрами. Лише ближче до кульмінації історії, почувши про смерть Леслі, вони висловлюють деяку стурбованість своїм братом.
- Джойс Енн Ааронс-чотирирічна молодша сестра Джессі. Про неї в основному піклується мати, і вона не відіграє жодної істотної ролі в історії, але, як описує її Мей Белль, вона «не що інше, як дитина».
- Дженіс Ейвері-шкільний хуліган у Ларк-Крік. У неї дуже надмірна вага, і вона дуже ображається, коли люди дражнять її за таку поведінку. Дженіс закохана в Вілларда Хьюза, що Джессі та Леслі використовують, щоб її обдурити. Батько б'є її, а вона таємно курить. Крім того, її обличчя використано на гігантському тролі, що живе в Терабітії, для фільму 2007 року.
- Міс Едмундс-дещо нетрадиційна та суперечлива вчителька музики, якою Джессі дуже захоплюється. Едмундс запрошує його піти до Смітсонівського музею, що спонукає Леслі сама поїхати до Терабітії. В результаті Леслі залишається одна, коли падає з мотузки і тоне.
- Принц Террієн-цуценя, яке Джессі подарував Леслі на Різдво. Він є опікуном і придворним блазнем Терабітії. У романі він згадується як PT
- Гері Фулчер-вони з Джессі сподіваються стати найшвидшою дитиною в п’ятому класі; він виконує роль ще одного хулігана в історії, але він не такий злий, як Дженіс Евері.
- Місіс Майерс-вчителька Джессі та Леслі, на прізвисько «Монстр-рот Майєрс». Вона віддає перевагу Леслі та каже Джессі після смерті Леслі, що вона була найкращою ученицею, яку будь-коли мав Майєрс. Її чоловік також помер, і вона пояснює Джессі трохи про горе з власного досвіду.
- Вільям і Джудіт (Хенкок) Берки–батьки Леслі, романісти, які приїжджають туди, де розгортається історія, щоб попрацювати. Мати-письменниця, батько-політичний письменник. На відміну від більшості місцевих жителів, вони не дивляться і не мають телевізора. Леслі називає Вільяма та Джудіт «Білл і Джуді» відповідно.

## Сприйняття
За результатом опитування американського Шкільного Бібліотечного Журналу, «Міст у Терабітію» перебуває на 10-му місті серед 100 найкращих дитячих книг.
Виданням  «The Horn Book Magazine»  книга характеризується як  прониклива та зворушлива, із чудовим гумором та реалістичним зображенням сільського шкільного життя.

## Нагороди
- Медаль Джона Ньюбері, 1978;

- Премія Льюїса Керрола, 1978;

- Медаль Януша Корчака, 1981;

- Премія «Срібний олівець», 1981[7][8].

## Екранізації
За мотивами роману були зняті однойменні фільми
- режисером Еріком Тіллем у 1985 році[9];
- режисером Габором Чупо у 2007 році[10].